# 布萊爾章克申 (內華達州)
布萊爾章克申（英語：Blair Junction）是位於美國內華達州埃斯梅拉達縣的鬼鎮。

## 歷史
布萊爾章克申的郵局於1920年設立，其後於1923年停運。

## 地理
布萊爾章克申所處的海拔為高於海平面1469米（即4819英呎），而該地所採用的時區為UTC-8，即太平洋时区（PST）。同時該地設有夏令時間，為UTC-8調快一小時，即UTC-7（PDT）。